# Mimi Fiedler

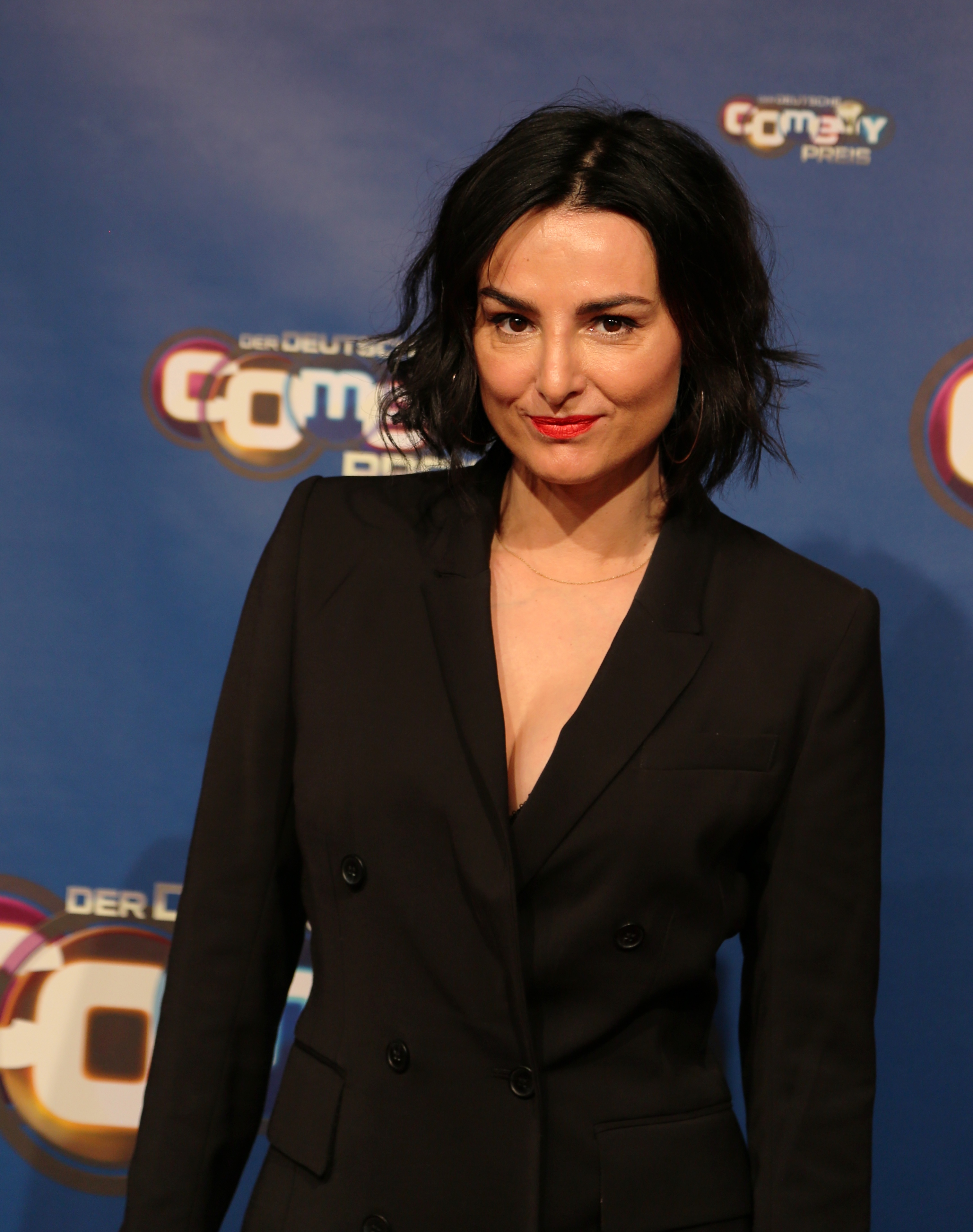
Mimi Fiedler (2017)

Mimi Fiedler, bis 2012 Miranda Leonhardt, bis 2000 Miranda Toma, (* 11. September 1975 in Split, Gespanschaft Split-Dalmatien, als Miranda Čondić-Kadmenović) ist eine deutsche Schauspielerin und Autorin.

## Leben und Wirken
Mimi Fiedler wurde als Miranda Čondić-Kadmenović in Split, Kroatien, geboren und kam mit zwei Jahren nach Deutschland, wo sie in Liederbach am Taunus im hessischen Main-Taunus-Kreis als Tochter kroatischer Gastarbeiter aufwuchs. Nach dem Abitur an der Eichendorffschule in Kelkheim (Taunus) im Jahr 1992 nahm sie ein Studium der Literaturwissenschaft auf, das sie jedoch nicht beendete.
Im Jahr 1996 begann sie ihre Karriere beim Theater. Beim Laienclub des Schauspielhauses in Frankfurt am Main spielte sie u. a. die Maria in der West Side Story. Auf Anraten ihrer Münchener Agentin änderte sie ihren Familiennamen in Toma, den Vornamen ihres Urgroßvaters, um einen in Deutschland leichter auszusprechenden Namen zu haben und bessere Schauspielrollen zu bekommen. Ihr Filmdebüt gab sie 1998 im Kurzfilm Zita – Geschichten über Todsünden, der beim Internationalen Filmfestival des Jungen Films in Turin mit dem Spezialpreis der Jury ausgezeichnet wurde. Nach Yara von Yılmaz Arslan folgte 1998 der Kinofilm Solo für Klarinette an der Seite von Götz George und Corinna Harfouch.
Nach zwei Auftritten in der RTL-Serie Die Wache spielte sie von 2000 an in der ARD-Serie Bei aller Liebe mit. Weitere kleinere Nebenrollen gab es im Tatort sowie in den Serien Alarm für Cobra 11 – Die Autobahnpolizei, Großstadtrevier und Im Namen des Gesetzes. 2004 spielte sie in der ProSieben-Produktion Sex und mehr die Rolle der Frenzy, mit der sie von 2005 an in der Serie Alles außer Sex einem größeren Publikum bekannt wurde. 2005 spielte sie im Kinofilm Stille Sehnsucht – Warchild von Christian Wagner, der beim Bayerischen Filmpreis 2006 mit dem Spezialpreis der Jury ausgezeichnet wurde. Im April 2008 spielte sie in der Utta-Danella-Verfilmung Mit dir die Sterne sehen. Sie spielte die Hauptrolle zusammen mit Roman Knižka und Sonja Kirchberger. Von 2008 bis 2018 war Mimi Fiedler als Kriminaltechnikerin Nika Banovic im Stuttgarter Tatort des SWR zu sehen.
Fiedler arbeitet außerdem als Moderedakteurin für das internationale Magazin Neue Mode Magazine, fotografiert und steht als Gastsängerin mit verschiedenen Rockbands auf der Bühne. 2009 veröffentlichte Universal ihre Single mit den beiden Liedern Heartbeat Radio und Rock ’n’ Roll Star (eine Zusammenarbeit mit der Londoner Band Urban Delights). Im selben Jahr war sie unter dem Namen „Miranda Leonhardt“ auf dem Cover des Playboy-Augustheftes und im Innenteil abgebildet – ein zweites Mal dann sieben Jahre später unter dem Namen „Mimi Fiedler“, im November 2016. Im Oktober 2024 war sie bei Promi Big Brother zu sehen. Von November bis Dezember 2024 bei The Masked Singer als Lokomotive. Sie schied in der fünften Folge (Halbfinale) aus und belegte Platz 5.

### Privates
Im Jahr 2000 heiratete Miranda Toma und nahm den Namen ihres Ehemannes, Leonhardt, an. Im Februar 2002 kam ihre Tochter zur Welt. Die Ehe wurde im selben Jahr geschieden. Von 2003 bis 2010 war sie mit ihrem Schauspielkollegen Mišel Matičević liiert. 2012 verlobte sie sich mit ihrer Jugendliebe und nahm als Künstlernamen „Mimi Fiedler“, eine Kombination ihres Spitznamens und seines Nachnamens, an. Diesen behielt sie nach ihrer Entlobung bei. Von 2014 bis September 2017 waren sie und der Schauspieler Bernhard Bettermann ein Paar. 2015 nahmen beide an der RTL-Tanzshow Stepping Out teil. Im Oktober 2016 gaben sie ihre Verlobung bekannt. Nach Trennung und Entlobung im September 2017 führte Fiedler ab Oktober 2017 eine Beziehung mit dem TV-Produzenten und Sportfunktionär Otto Steiner, den sie im Januar 2019 heiratete und von dem sie sich Ende 2023 trennte. Im März 2025 erfolgte die Scheidung.
Im April 2020 machte sie durch einen Instagram-Post bekannt, dass sie nach einer Trennung in ein tiefes Loch gefallen war. Die Folgen waren ein Burn-out, finanzielle Probleme und eine Eskalation ihrer langjährigen Alkoholsucht. Nach Verlust des Führerscheins wegen Trunkenheit im Verkehr ging sie bereits 2010 erstmals zu den Anonymen Alkoholikern. Nach eigenen Angaben begann sie im Alter von 14 Jahren mit dem Alkohol, war 30 Jahre abhängig und ist seit 2019 trockene Alkoholikerin.
Fiedler lebt in Frankfurt am Main.

## Bücher
- Brauchstu ma keine Doktor, brauchstu nur diese Buch. Die Balkantherapie für Liebe, Leib und Leben. mvg, München 2015. ISBN 978-3-86882-585-5.
- Eigentlich wollte ich mich selbst entfalten. Für ein Happy End ist es nie zu spät. Knaur Verlag,  München 2020. ISBN 978-3-426-79048-9.
- Sie dürfen den Frosch jetzt küssen: Traumhochzeit mit Hindernissen. Knaur Verlag,  München 2021.  ISBN 978-3-426-79120-2.
- Trinkerbelle. Knaur Verlag,  München 2023.  ISBN 978-3-426-79148-6.

## Filmografie
- 1997: Stille Nacht (Kurzfilm)
- 1998: Solo für Klarinette
- 1998: Zita – Geschichten über Todsünden (Kurzfilm)
- 1999: Callboys – Jede Lust hat ihren Preis
- 1998: Stadtklinik (Fernsehserie, 1 Folge)
- 1999: Die Wache (Fernsehserie, 2 Folgen)
- 2000: Auf eigene Gefahr (Fernsehserie, 1 Folge)
- 2000: Mein Leben gehört mir (TV-Film)
- 2000: Trennungsfieber (TV-Film)
- 2001: Tatort: Mördergrube (Fernsehreihe)
- 2001: Bei aller Liebe (Fernsehserie, 6 Folgen)
- 2003: Großstadtrevier (Fernsehserie, Folge: Auf der Lauer)
- 2004: Yugotrip
- 2004: Sex und mehr
- 2004: Kommissarin Lucas (Fernsehreihe, 2 Folgen)
- 2004–2010: Alarm für Cobra 11 – Die Autobahnpolizei (Fernsehserie, 2 Folgen, verschiedene Rollen)
- 2005: Im Namen des Gesetzes (Fernsehserie, Folge: Zeit zum Sterben)
- 2005: SOKO Kitzbühel (Fernsehserie, Folge: Tödliches Schweigen)
- 2005–2007: Alles außer Sex (Fernsehserie, 20 Folgen)
- 2006: SOKO München (Fernsehserie, Folge: Tödliches Paradies)
- 2006: Stille Sehnsucht – Warchild
- 2008: Utta Danella (Fernsehreihe, Folge: Mit dir die Sterne sehen)
- 2008: Unter Verdacht (Fernsehreihe, Folge: Brubeck)
- 2008–2019: Die Rosenheim-Cops (Fernsehserie, 4 Folgen, verschiedene Rollen)
- 2008–2018: Tatort (Fernsehreihe, 21 Folgen als Nika Banovic; siehe Lannert und Bootz)
  - 2008: Hart an der Grenze
  - 2008: In eigener Sache
  - 2009: Tödliche Tarnung
  - 2009: Das Mädchen Galina
  - 2009: Altlasten
  - 2010: Blutgeld
  - 2010: Die Unsichtbare
  - 2011: Grabenkämpfe
  - 2011: Das erste Opfer
  - 2012: Scherbenhaufen
  - 2012: Tote Erde
  - 2013: Spiel auf Zeit
  - 2013: Happy Birthday, Sarah
  - 2014: Freigang
  - 2014: Eine Frage des Gewissens
  - 2015: Der Inder
  - 2015: Preis des Lebens
  - 2016: HAL
  - 2017: Stau
  - 2017: Der rote Schatten
  - 2018: Der Mann, der lügt
- 2009: Für meine Kinder tu’ ich alles (TV-Film)
- 2010: SOKO Köln (Fernsehserie, Folge: Ein ehrenwertes Haus)
- 2010: SOKO Stuttgart (Fernsehserie, Folge: Die Detektivin)
- 2011: Ich habe es dir nie erzählt
- 2011: Kokowääh
- 2012: Der letzte Bulle (Fernsehserie, Folge: Und raus bist du!)
- 2012: Ein Sommer in Kroatien
- 2012: Mann tut was Mann kann
- 2012: Inga Lindström: Vier Frauen und die Liebe
- 2014: Mordsfreunde – Ein Taunuskrimi
- 2014: München 7 (Fernsehserie, Folge: Letzte Hoffnung München)
- 2014: Die Dienstagsfrauen – Sieben Tage ohne
- 2015: Die Dienstagsfrauen – Zwischen Kraut und Rüben
- 2015: Unter uns (Fernsehserie, 96 Folgen)
- 2015: Mordkommission Istanbul (Fernsehreihe, Folge: Ausgespielt)
- 2015: Wer Wind sät – Ein Taunuskrimi
- 2016–2020: Rabenmütter (Fernsehserie)
- 2016: Rosamunde Pilcher: Erdbeeren im Frühling
- 2017: Nicht mit uns!
- 2018: Der Staatsanwalt (Fernsehserie, 1 Folge)
- 2018: WaPo Bodensee (Fernsehserie, Folge: Feuerwerk)
- 2018: Familie Dr. Kleist (Fernsehserie, Folge: Aufbruch)
- 2018: Der Lehrer (Fernsehserie, Folge: Und es war le-gen-där!)
- 2019: Einstein (Fernsehserie, 1 Folge)
- 2019–2020: Nachtschwestern (Fernsehserie)
- 2019: Beste Schwestern (Fernsehserie, 1 Folge)
- 2019: Vorher Nachher – Dein großer Moment (Fernsehserie)
- 2019: Heldt (Fernsehserie, Folge: Keiner von uns)
- 2021: Unbreakable – Wir machen Dich stark! (Reality, RTL+)
- 2021: Showtime of my Life – Stars gegen Krebs (Fernsehserie, VOX)
- 2021: Comedy Märchenstunde (TV-Show)[17]
- 2022: Aktenzeichen XY … ungelöst (Fernsehreihe, Folge 580)
- 2023: Alkohol : Erfolgreiche Frauen und die Sucht (Reportage NDR)
- 2024: Promi Big Brother (TV-Show)
- 2024: The Masked Singer (TV-Show)